# بقعه شیخ شمس‌الدین
بقعه شیخ شمس الدین مربوط به دوره سلجوقیان است و در شوشتر، ابتدای جاده شوشتر به عقیلی، روبروی چشمه سوزنگر واقع شده و این اثر در تاریخ ۹ اردیبهشت ۱۳۸۲ با شمارهٔ ثبت ۸۳۶۶ به‌عنوان یکی از آثار ملی ایران به ثبت رسیده است.